# 珠海通
珠海通，前身为珠海公交通達卡、珠海市公共汽车公司乘车IC卡(1994年至2009年命名)，是中华人民共和国广东省珠海市的公共交通IC卡，現由珠海公交集團旗下的珠海市珠海通科技有限公司发行并管理。珠海公交通达卡是全国最早的公交IC卡之一，自1994年启用以来共发行过两代，目前通用的是第二代(非接触式IC卡)，卡片芯片类型均为MF1卡。

## 历史
- 1994年2月，第一代珠海市公共汽车公司乘车IC卡小规模发行，并于2路线进行试用。该卡为接触式IC卡，每卡押金15元，卡上嵌有智能IC芯片，乘客上车时需按箭头方向正面朝上插入IC卡收费机中并拔出，从而完成缴费过程。同年10月，珠海公交IC卡正式发行，乘客可持该卡乘搭珠海市内所有无人售票一票制线路，票价按现金票价之100%收取。卡片可反复充值，乘客可持IC卡至充值售卡点处充值，每次充值以50进位，卡内金额上限为人民币500元。
- 2004年3月10日，第一代接触式IC卡停止使用，同年分批更新为第二代非接触式MF1型IC卡。第二代非接触式IC卡上车刷卡时，只要将卡片靠近感应区即可完成缴费。与此同时，第二代IC卡充值改为10元进位，最低充值10元，卡片余额上限为500元。另外，珠海公汽在发行第二代IC卡时也发行了珠海市户籍60岁以上老人优惠卡(5折)、残疾人卡(盲人免费，非盲人5折)及离休干部卡(免费乘车)。
- 2005年，珠海公汽有人售票线路启用乘车IC卡，每名乘务员配备一台手持式POS机，乘客可持IC卡至乘务员处刷卡乘车。同年12月15日，珠海公交上浮票价，同时增发学生卡，启动学生票价优惠计划。凡就读珠海市内高中、初中、小学之学生，均可办理此卡，使用此卡乘车每月前100次按票价60%扣除车资，100次后按普通卡收费标准(票价90%)收费。
- 2006年，实施珠海市户籍60岁以上老人免费乘车、非珠海市户籍65岁以上老人半价乘车政策，同时增发非珠海市户籍老人卡。
- 2009年，珠海市公共汽车公司与珠海信禾西部公共汽车分公司合并重组为珠海公交巴士有限公司。同年，珠海公交乘车IC卡更名为珠海公交通达卡。
- 2010年，珠海、中山签订“珠中一卡通”协议，部分跨市线路、边界线路实行珠海通达卡、中山通互通政策，异地刷卡乘车车资按当地票价标准收取。
- 2010年9月1日起，因中国人民银行制定了《非金融机构支付服务管理办法》，珠海公交通达卡未获小额支付牌照，故暂停公共交通范畴外的小额支付业务。
- 2011年，珠海公交巴士有限公司实施市区、西区公交票价“同城同价”政策，通达卡同年可于搭乘原信禾西部公共汽车有限公司线路时使用。
- 2012年，西部地区开通99条公交高峰校巴专线，同时增发西部专用学生通达卡，于西区指定中小学就读之学生可使用此卡免费乘坐高峰校巴专线，每年年底公交集团将与财政、教育部门统一结算。
- 2015年，珠海公交巴士有限公司实施非珠海市戶籍60岁以上老人免費乘車政策。
- 2017年12月，6、16、K11路線率先更換驗卡機，支持微信、支付寶二維碼乘車。
- 2018年1月，部份路線支持銀聯卡片乘車。
- 2018年2月，7、13、17、31、40、43、66、510、520、931、992、999、B1、B2、B9、K2、L1路線更換驗卡機，支持微信、支付寶二維碼乘車。
- 2018年3月，2、2A、3、3A、4、8、9、12、20、21、25、26、35、46、55、56、60、69、101、N20、Z12路線更換驗卡機，支持微信、支付寶二維碼乘車。
- 2018年4月，金灣、斗門、橫琴區域的路線更換驗卡機，支持微信、支付寶二維碼乘車。
- 2018年5月10日，銀聯閃付、手機支付路線範圍擴大，並實施銀聯閃付5折優惠(優惠金額最多2元)，手機支付定額優惠兩元(最低支付1分錢)優惠措施。
- 2018年5月30日，珠海公交通達卡正式更名為珠海通。
- 2018年6月，珠海市所有無人售票路線支持微信、支付寶二維碼及銀聯閃付乘車。
- 2018年11月，珠海市所有有人售票路線支持微信、支付寶二維碼及銀聯閃付乘車，並調整所有路線票價為一票制1元。
- 2019年9月20日，珠海通发布首款全国交通一卡通（交通聯合）公交卡。
- 2025年8月20日，與澳門通聯合推出珠澳联名公交卡，但僅在珠海市發售[2]。

## 适用范围

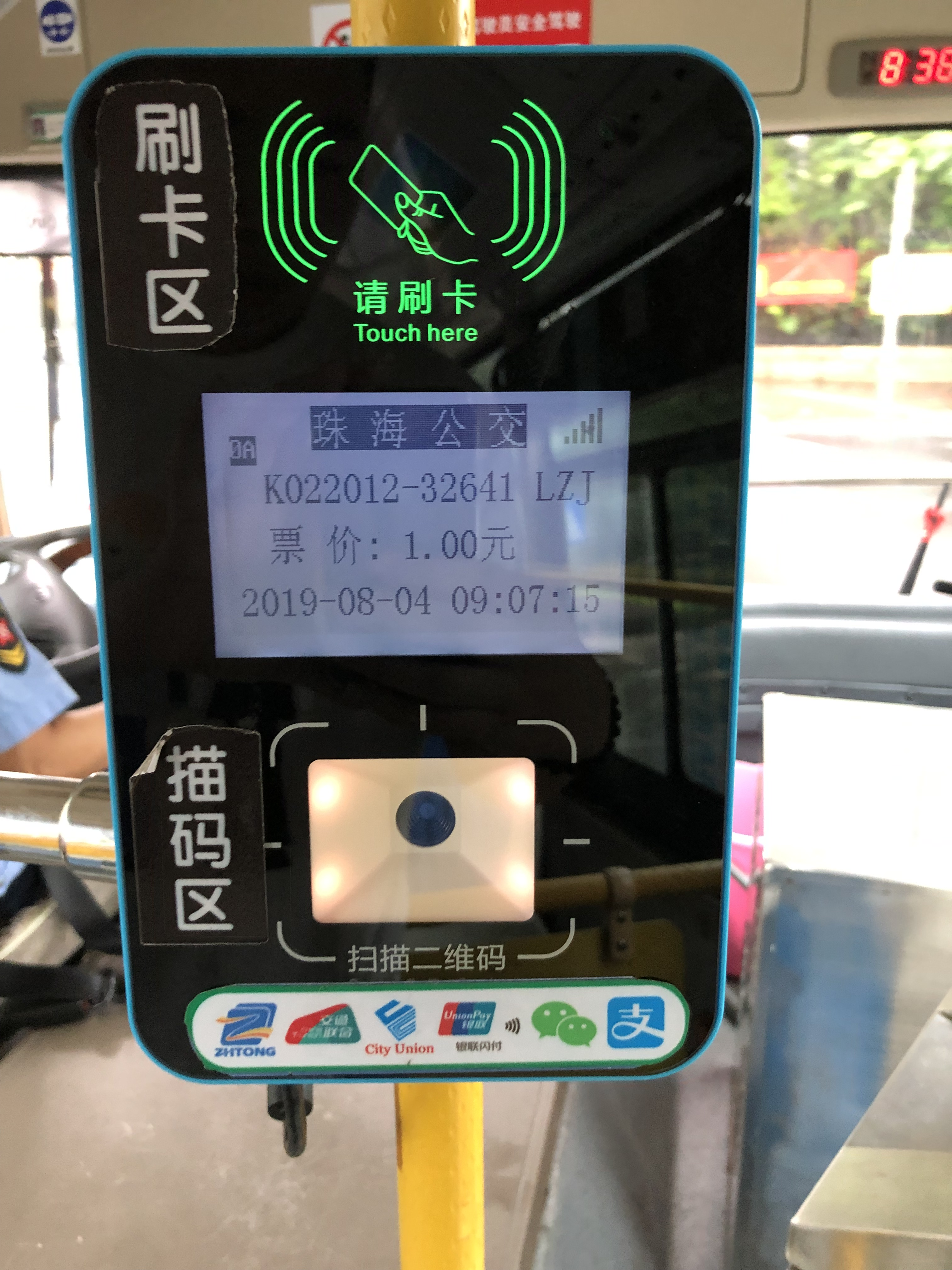
第四代收費機

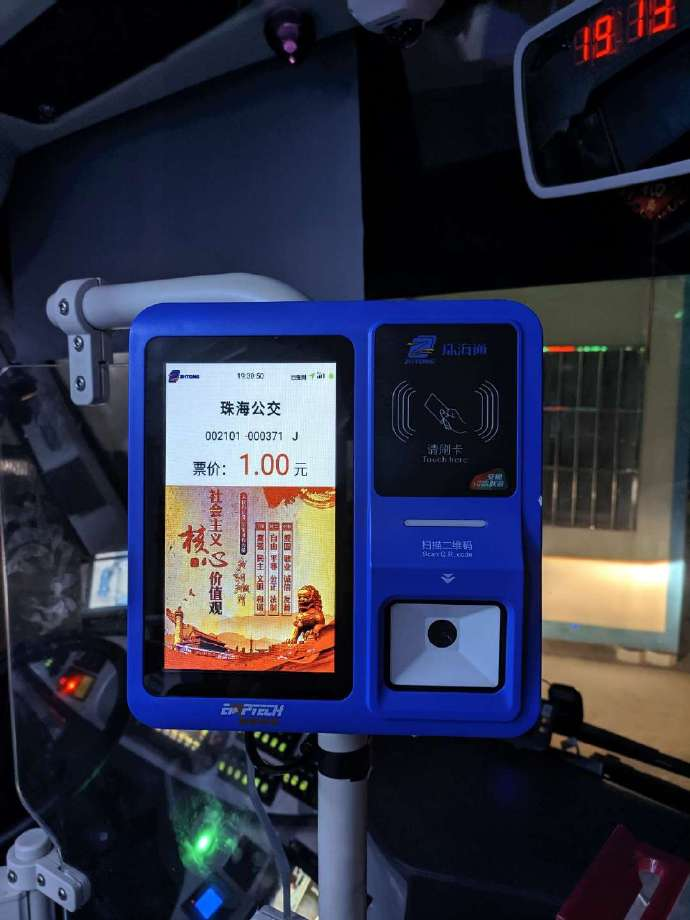
第五代收費機

### 公共汽车
1. 珠海公交巴士有限公司
2. 中山公交集团

### 出租车
1. 珠海公交柏宁出租车公司
2. 珠海公交柏安出租车公司
3. 珠海公交柏顺出租车公司
4. 珠海公交英伦出租车公司

### 有轨电车
1. 珠海城建现代有轨电车

## 卡种与车资折扣
| 卡种                 | 办理条件                                                         | 乘坐 珠海公交巴士公司 公共汽车之车资折扣                                                     | 刷卡提示音                                                 |
| -------------------- | ---------------------------------------------------------------- | -------------------------------------------------------------------------------------------- | ---------------------------------------------------------- |
| 普通卡               | 任何人均可办理，不记名不挂失，押金15元，退卡可返还押金           | 90%                                                                                          | “嘀”                                                       |
| 纪念卡               | 任何人均可办理，售价20-25元                                      | 90%                                                                                          | “嘀”                                                       |
| 定值卡               | 任何人均可办理，售价30元，内含30元车资，一次性使用，不可循环充值 | 100%                                                                                         | “嘀”                                                       |
| 岭南通               | 任何人均可办理，售价25元                                         | 100%                                                                                         | “嘀”                                                       |
| 学生卡               | 于珠海市区就读中小学之学生可办理，押金15元                       | 每月前100次60%，100次后90%；不可用于乘坐西部地区高峰学生专线                                 | “学生卡”                                                   |
| 学生卡(西区专用)     | 于斗门区、金湾区就读指定中小学之学生可办理，免费发放             | 每月前100次60%，100次后90%；持卡可免费乘坐西部地区高峰学生专线，年底由财政、教育部门统一结算 | “学生卡”                                                   |
| 老人卡(珠海市户籍)   | 珠海市户籍60岁以上老人可办理，押金15元                           | 0%                                                                                           | “您好”                                                     |
| 老人卡(非珠海市户籍) | 非珠海市户籍60岁以上常住老人可办理，押金15元                     | 0%                                                                                           | “您好”                                                     |
| 离休干部卡           | 持《中华人民共和国离休干部证》可办理，押金15元                   | 0%                                                                                           | “离休卡”                                                   |
| 残疾人卡(盲人)       | 持《中华人民共和国残疾人证》之盲人可办理，押金15元               | 0%                                                                                           | “请出示卡”                                                 |
| 残疾人卡(非盲人)     | 持《中华人民共和国残疾人证》之非盲人可办理，押金15元             | 50%                                                                                          | “请出示卡”                                                 |
| 员工卡               | 珠海公交巴士公司员工可办理                                       | ——                                                                                           | “员工卡”，于该员工字轨车辆上下班刷卡时分别为“上班”、“下班” |
| 监督员卡             | 珠海公交巴士公司特约监督员可办理                                 | ——                                                                                           | “监督卡”                                                   |
| 银联闪付             | 持银联闪付标志之银行卡或支援手机支付之手机，开通相应功能         | 100%                                                                                         | “請稍等”、“刷卡成功”                                       |
| 腾讯、支付宝乘车码   | 微信、支付宝APP内开通相应功能                                    | 100%                                                                                         | “刷碼成功”                                                 |